# 刘彝 (庆历进士)
劉彝（1029年—1086年），字執中，福州（今福建長樂）人，北宋官员、名士。

## 生平
生於宋真宗天禧元年（1029年），早年追隨胡瑗學習。慶曆六年（1046年）進士，任邵武县尉，有惠於民，調高郵簿，移朐山令。留任三司。不满王安石變法被免職。
熙宁七年（1074年），知桂州（今广西桂林市），教習戰陣，禁止與交趾邊地互市，此舉引起蘇緘的反對，劉彝反斥責蘇緘。越南李朝不满，举兵犯境，连陷廉、钦、邕三州，宋越熙寧戰爭爆發，蘇緘杀全家三十六人后自焚死，邕州被殺五萬余人。熙宁九年（1076年），以“妄生边事”罪，降为检校水部员外郎、均州（今湖北省均县）团练使，随州安置，不久又充军襄州（今湖北省襄阳县）。元祐元年（1086年），宋哲宗念其治水之功，調都水丞，但於就任途中病故，與陈襄、郑穆、周希孟、陈烈稱“海滨五先生”。著有《七经中义》170卷、《明善集》、《居阳集》各30卷。

## 家族
父劉若思。